# Park Seon-yeong
Park Seon-yeong (박선영?; Seul, 21 febbraio 1980) è un'ex cestista sudcoreana.

## Carriera
Con la Corea del Sud ha disputato i Campionati mondiali del 2006.